# マイク・アナネ
マイク・アナネ（英: Mike Anane）は、ガーナの環境活動家である。

## 概要
アナネは、ガーナのアクラで育った関係から、昔は湿地で栄えていたアクラのアグボグブロシーが現在はゴミ投棄現場となっている惨状などを見て、自分は環境破壊を直接見てきた人物だと証言するとともに、アメリカで保守終了製品となった電子機器を送っているのかという疑問を世界に投げかけている、アフリカを中心に活動する世界的な環境活動家である。
1996年に、アナネは「Towards sustainable development in Ghana」と題した文書を公開し、同文書は現在も国際連合の電子図書館に保管されている。
また、アナネはNetherlands-based De Balie Academie主催の「What a Waste: The challenge of environmental colonialism」というイベントで国際連合大学所属のキース・バルデとともに参加して、ガーナのアグボグブロシーについて掘り下げるとともに、北アメリカやヨーロッパ諸国がアフリカに「中古」の電子機器を輸出し、再利用可能だと位置付けていることに対して触れた際に、「『中古(secondhand)』という言葉は、機能しない電子機器をアフリカに輸出するための抜け道として長年使われてきた」と発言している。
そこでアナネは、同様の現状は電子機器の投棄が最も一般的に行われているガーナやナイジェリアなどの地域だけでなく、シエラレオネやケニアなどでも同様の事態が発生していることについても触れ、ガーナで自身が行なった調査では、アフリカに輸出される70%から80%のゴミは完全に使えない状態の廃棄物であり、残りの数割しか使えない状態であると指摘している。
その他にも、アナネはガーナに輸出された再利用不可能な電子機器の最大の難点は金属回収に伴う焼却だと指摘し、電子廃棄物からの水銀や鉛などの有害成分が地下水や地表水に漏れ出すことで引き起こされる水域の破壊やそれに伴う生物多様性や大気の質などの環境と公衆衛生に関する悪影響についても触れている。
ガーナでの電子機器の不法投棄による環境汚染を調査するためにグリーンピースが同国を訪れた際には写真撮影などに応じている。
2008年後半からは非営利団体のシリコンバレー有害物質問題連合（Silicon Valley Toxics Coalition、SVTC）とともにアクラの電子機器の不法投棄に対しての対応を始め、アメリカン・ブロードキャスティング・カンパニーがアグボグブロシーにドキュメンタリーを撮影する際に訪れた際に、アナネは取材対応を行なっている。
また、シリコンバレー有害物質問題連合からの独自のインタビューに応じた際には、現地の環境破壊問題だけでなく、現地の人の健康悪化などについても触れている。
その他にも、アナネは気候変動問題、水問題、大企業の土地収奪問題、ファストファッションなどの影響に関しての研究や情報共有にも取り組んでいる。

## 出演
- 電球をめぐる陰謀（原題: The Light Bulb Conspiracy）[9][10]
- 廃棄家電の悲しき行く末（原題: The E-Waste Tragedy）[10][11]
- Terra Bright[2][12]
- Macht Energie[12]